# Moritz Ferdinand von Korff zu Harkotten
Moritz Ferdinand von Korff zu Harkotten (* 1670; † 25. Mai 1716) war Ritter des Deutschen Ordens und Komtur mehrerer Kommenden.

## Leben

### Herkunft und Familie
Moritz Ferdinand von Korff zu Harkotten wuchs als Sohn des Jobst Bernhard von Korff zu Harkotten und seiner Gemahlin Juliane von Westphalen zu Fürstenberg (1630–1695) zusammen mit seinen Geschwistern Wilhelm Heinrich, Friedrich Ferdinand, Katharina Gertrud (⚭ Dietrich Brenken), Anna Dorothea (1649–1700, ⚭ Freiherr Goswin Caspar von Ketteler), Brigitte Theodora (⚭ Wolfgang von Boeselager), Klara Helena (⚭ von Boenen) und Jobst Dietrich (* 1668, Stiftsherr in Cappenberg) in der uralten Adelsfamilie von Korff auf.

### Wirken
Moritz Ferdinand trat dem Deutschen Orden bei und wurde im Jahre 1693 zum Komtur der Kommende Mülheim ernannt. In den folgenden Jahren war er Komtur in den Kommenden Osnabrück, Brackel (1705–1712) und Mahlenburg (1713–1716) der Ballei Westfalen. Die Ernennung zum Kaiserlichen Notar fiel in das Jahr 1705. Zwei Jahre blieb er in diesem Amt. Moritz Ferdinand wurde in der Pfarrkirche zu Datteln begraben.